# Relaciones Chile-Nigeria
Las relaciones Chile-Nigeria son las relaciones internacionales entre la República de Chile y la República Federal de Nigeria.

## Historia

### sigloXX
Las relaciones diplomáticas entre Chile y Nigeria fueron establecidas el 5 de octubre de 1961.

## Relaciones comerciales
En 2021, el intercambio comercial entre ambos países ascendió a los 184 millones de dólares estadounidenses, lo que supuso un 47% de crecimiento promedio anual en los últimos cinco años. Los principales productos exportados por Chile fueron jurel, cartulinas y pasta química de madera, mientras que Nigeria exportó mayoritariamente aceite crudos de petróleo o de mineral bituminoso.

## Misiones diplomáticas
- La embajada de Chile en Kenia concurre con representación diplomática a Nigeria.[3]
- La embajada de Nigeria en Argentina concurre con representación diplomática a Chile.[3]